# Kinesisk kultur
Den kinesiska kulturen har en oavbruten historia på 5000 år, och är det som kännetecknar kulturområdet Kina.

## Kinesisk litteratur
Huvudartikel: Kinesisk litteratur
Kinesisk litteratur har en särskild plats i mänsklighetens historia, med den kult som tillägnas det skrivna ordet i Kina och det unika i kinesiska tecken, vilka har sitt ursprung i spådomskonst och skiljer sig radikalt från de fonetiska system som används i de flesta andra språk.
Verk av filosofisk art har en viktig plats i kinesisk litteratur, särskilt under Zhoudynastin, med den "traditionella" konfucianska eller de daoistiska klassikerna. Därefter är det poesin som blir allt viktigare med en topp under Tangdynastin.
Sedan växer prosan fram med kända verk som Färden till Västern på 1500-talet, eller familjeromanen Hong Lou Meng (红楼梦) som har översatts till Drömmar om röda gemak på 1700-talet.
Härpå drabbades kinesisk litteratur av en chockartad nedgång på en skala av hittills okänd dignitet under dess historia strax efter  Qingdynastins fall. Det blev slutet för den klassiska litterära kulturen, med häftig kraft framfört under Fjärde maj-rörelsen 1919. Hu Shih och Lu Xun kom att bli den moderna litteraturens pionjärer.

## Kinesisk filosofi
Huvudartikel: Kinesisk filosofi
Filosofi är en sedan över 2 500 år tillbaka omhuldad disciplin i Kina. De tidiga kinesiska tankeskolorna har sina rötter i orostiden i slutet av Zhoudynastin, främst konfucianism, daoism, legalism och dessas mest ihärdige kritiker Mo Zi. De andra namnkunniga filosoferna var Konfucius, Mencius och Xun Zi, respektive Lao Zi och Zhuang Zi. Senare filosofiska riktningar inkluderar bland annat neokonfucianism, buddhism och olika försök till synkretism med de tidigare systemen.

## Kinesisk teater
Kinesisk teater eller huaju, som betyder talad pjäs, har möjligen sitt ursprung i förhistoriska schamanriter. De hölls senare ofta på mobila vagnar och innehöll dans, musik och akrobatik. Till slut började hovet att uppskatta pjäserna och det finns beskrivningar av dans dramer från Zhoudynastin (1027–256 f. Kr). Runt 1000-talet så var det bara en text som man i stort sett improviserade runt. Men under Yuandynastin kom det första skrivna dramat till, pjäser från denna, tid kallad ”dramats guldålder, spelas än i dag upp i Kina. Till exempel ”Rummet åt väster”. Teatern utvecklades och anpassades till den regelbundna dramatiken och det regler om hur dräkterna, sminket, masker, rekvisita, rörelsemönster och musik skulle vara. Den moderna kinesiska teatern är uppbyggd på samma sätt.

### Modern teater
I början av 1900-talet kom en levande talteatertradition (huaju) som kom från Japan men hade tidsenliga europeiskt moderna mönster. De första pjäserna var ”Kameliadamen” och ”Onkel Toms stuga”, senare kom fler inhemska och västerländska klassiker på kinesiska. En viktig inspiration för den moderna kinesiska teatern var Ibsen dramatik, där män fortfarande spelade kvinnoroller långt in på 1900-talet. Teatern användes i politiska kampanjer och för att informera landsbygdsbefolkningen under kampen mellan nationalister och kommunister. Vid sidan av kulturrevolutionens teatermönster har Stanislavskij och Brecht varit förebilder för den moderna kinesiska teatern. Några av de viktigaste förgrundsgestalter i den moderna talteatern är Ouyang Yuqian (1889-1962), Guo Moruo (1892-1972), Hong Shen (1894-1955), Xia Yan  (f.1900), Li Jianwu (1906-82), Lao She (1899-1966), Tian Han (1898-1968) och Can Yu (f. 1900). På senare tid har pjäser av bland andra Gao Xingjian översatts till svenska.

### Kinesisk opera
Huvudartikel: Kinesisk opera
Den traditionella teatern kan delas upp i fyra grupper:
- Kunqu ("melodier från Kun"), som bygger på melodier från Jiangsuprovinsen. Kunqu kommer från Sydkina och var populärast på 1500-talet, den är en mjuk teaterform där den poetiska formen framhävdes av flöjt och olika stränginstrument. Kunqu behöll sin ställning som den styrande underhållningen ända tills 1700-talet. Då jingju blev populärare.

- Difangxi ("lokalopera"), som är lokala teaterpjäser. I Kina finns det över 350 lokala teaterformer som skiljer sig på ämnen, musik, dräkter och på rollgestaltning. De flesta difangxi fick sin nutida form under Qingdynastin på 16-1700-talen. Varje område hade en egen teater som höll sig till sitt områdes dialekt, musik och dans.

- Jingju ("huvudstadsteater") eller pekingopera. Jingju kom till under 1800-talets första decennium och är en blandning mellan syd- och, framförallt, nordkinesiska teatertraditioner. Förr hade kvinnoroller (traditionellt alltid spelade av män), hem, familj och kärlek varit de populäraste teman i teatern, men i och med jingju så blev istället manliga hjältar i stridsscener och slag populärt.

- Quyi ("melodikonst"), är melodier och historiska teaterföreställningar. Olika slags berättarskap, komiska dialoger och episka sånger framförs av en eller två personer tillsammans med musik.

Under kulturrevolutionen 1966-76 förbjöds den traditionella teatern i sin klassiska form, istället skulle all teaterformer utgå från sju mönster: fem ”revolutionära moderna jingju” och två ”revolutionära moderna dansdramer”. Detta skulle stödja klasskampen.

### Annan scenkonst
Det finns även dock-, skugg- och marionetteater. Den traditionella teaters olika stilar har alla samma scenform där sång, musik, dans, recitation, akrobatik och rörelser samarbetar. Det finns symbolik i klädernas, skäggens och hattarnas färg, hur och i vilka färger man är sminkad.

## Kinesisk film
Huvudartikel: Kinesisk film